# مری کسات
مِری استیونسُن کِسات (به انگلیسی: Mary Cassatt) ‏‎/kəˈsæt/‎; (زاده ۲۲ مهٔ ۱۸۴۴ – درگذشته ۱۴ ژوئن ۱۹۲۶) نقاش آمریکایی قرن نوزدهم میلادی بود. سبک نقاشی وی امپرسیونیسم بود.
او بیشتر دوران بزرگسالی اش را در فرانسه گذراند جایی که برای اولین بار با ادگار دگا ملاقات کرد و با وی پیوند دوستی بست و همچنین جایی که بعدها آثارش را در میان امپرسیونیستها به نمایش گذاشت. موضوع اکثر نقاشی‌های کست تصاویری از زندگی اجتماعی و شخصی زنان بود و در آثارش تأکید به خصوصی بر رابطهٔ مادران و فرزندان داشت.

## سال‌های اولیه زندگی
کِسات در پنسیلوانیا متولد شد جایی که در حال حاضر بخشی از پیتسبورگ به حساب می‌آید. او در شرایط خانوادگی مطلوبی به دنیا آمد پدرش رابرت سیمسون کست یک دلال سهام موفق بود و مادرش کاترین کلسو جانستون از خانوادهٔ بانکدار موفق بود.
مری عضوی از خانواده ایی هفت فرزنده بود، که دوتن از فرزندان در دوران نوزادی جان سپردند. خانوادهٔ مری در ابتدا به سمت شرق لنکستر، پنسیلوانیا و سپس به سمت فیلادلفیا مهاجرت کردند.
کست در محیطی پرورش یافت که در آنجا سفر کردن برای تحصیل امری عادی تلقی می‌شد. او پنج سال از زندگی خود را در اروپا سپری کرد و پایتخت بسیاری از کشورهای اروپایی مانند لندن، پاریس و برلین را ملاقات کرد. در همین سال‌های زندگی در خارج کشور، او زبان‌های آلمانی و فرانسوی را فراگرفت و اولین درس‌های طراحی و موسیقی را آموزش دید.
اولین برخورد کست در فرانسه با هنرمندانی همچون انگر، دولاکروا و کامیل کورو در نمایشگاه جهانی پاریس در سال ۱۸۵۵اتفاق افتاد همچنین او آثارش را، در نمایشگاهی به معرض دید گذاشت که دگا و کامیل پیسارو همکلاسی و مربیان آیندهٔ وی نیز در آنجا حضور داشتند. با وجود مخالفت خانواده با تصمیم کست برای انتخاب هنر به عنوان حرفه کست در سن ۱۵ سالگی شروع به تحصیل نقاشی در آکادمی هنرهای زیبای پنسیلوانیا کرد. بخشی از نگرانی خانواده به خاطر تقابل عقاید فمینیستی در برابر رفتار برخی از شاگردان مرد بود. با وجود اینکه ۲۰ درصد از شاگردان زن بودند و بیشتر آنان هنر را به عنوان یک مهارت اجتماعی و با ارزش می‌ستودند با این حال تعداد کمی از این بیست درصد همچون کست مصمم بودند که هنر را به عنوان شغل آینده خود انتخاب کنند. مری کست تحصیلاتش را از سال ۱۸۶۱ تا ۱۸۶۵ هم‌زمان با جنگ داخلی آمریکا ادامه داد.
با وجود رفتار ناصبورانه و سرعت آهستهٔ آموزش و رفتار رئیس وارانهٔ همکلاسی‌های مرد و معلم‌ها
، او شروع به آموزش خود با مطالعهٔ آثار اساتید تاریخ هنر کرد. او بعدها گفت: «در دانشگاه هیچ آموزشی نبود. دانشجویان زن نمی‌توانستند از مدل زنده استفاده کنند و آموزش غالباً طراحی از طرح‌ها بود». کست تصمیم گرفت که تحصیلات خود را به پایان برساند (تا آن زمان هیچ مدرکی به وی داده نشده بود). بعد از پیروز شدن بر مخالفت‌های پدرش در سال ۱۸۶۶ به پاریس مهاجرت کرد.
مادرش و یک دوست خانوادگی وی را در این سفر همراهی کردند.
از آنجایی که زنان هنوز نمی‌توانستند در École des Beaux-Arts, شرکت کنند، او درخواست آموزش خصوصی توسط اساتید مدرسه را کرد و درخواستش پذیرفته شد تا با ژان لئون ژروم استادی شناخته شده که به خاطر برای تکنیک‌های هایپررئالیستی و و موضوعات عجیب و غریب شهرت داشت آموزش ببیند. ژروم چند ماه بعد توماس ای کینز را هم به عنوان شاگردش پذیرفت.
کست آموزش خود را با کپی کردن روزانه در لوور کامل کرد (او مجوز مورد نیاز که برای کنترل کپی‌ها ضروری بود را بدست آورد، معمولاً زنان با دست مزد پایین کسانی بودند که برای فروختن نقاشی‌های کپی روزانه موزه‌ها را پر می‌کردند) موزه همچنین مکانی برای ملاقات‌های اجتماعی با زنان دانش آموز آمریکایی و فرانسوی بود کسانی مه به کست علاقه‌مند بودند و اجازهٔ ورود به کافه‌ها را نداشتند. با این کار کست دوست هنرمندش الیزابت جین گارنر را ملاقات کرد و با نقاش مشهور آکادمیک ویلیام آدولف بوگورکو آشنا شد و ازدواج کرد.
در اواخر سال ۱۸۶۶ کست به کلاس نقاشی پیوست که توسط چارلز جاشوا چاپلین یک هنرمند برجسته درس داده می‌شد. در سال ۱۸۶۸ تحت آموزش کارتر توماس کسی که موضوعات رمانتیک و شهری را کار می‌کرد قرار گرفت. دانش آموزان طی سفرهایشان به حومه شهر، شروع به طراحی از زندگی به خصوص زندگی روستایی و فعالیت‌های روزمره شون کردند. در ۱۸۶۸ یکی از کارهای او برای اولین بار با انتخاب هیت ژوری برای سالن پاریس برگزیده شد. این کار به سبک رمانتیک کورو است و یکی از دو کار نقاشی وی است که از دهه‌های اول شغلی او باقی‌مانده و امروزه می‌تواند مورد استناد باشد.
صحنهٔ هنر فرانسه در حال تغییر بود، همانگونه که هنرمندان رادیکالی همچون مونه و کوربه سعی داشتند که قواعد سنتی دانشکده‌های هنری را بشکنند، امپرسیونیستها هم در حال شکل‌گیری بودند. دوست کست به نام الیزا هلمن برای او نوشت که «هنرمندان در حال ترک سبک‌های آکادمیک هستند و راه‌های تازه ایی را جستجو می‌کنند بنابر ابن همه چیز در هرج و مرج و بی نظمیست.»
با این حال کست همچنان به ادامهٔ راه و روش سنتی ادامه داد و با وجود کسالت فزاینده ایی که برایش به همراه داشت به مدت بیش ده سال به کار کردن برای سالن ادامه داد.
در اواخر سال ۱۸۷۰ هم‌زمان با شروع جنگ فرانسه و پروس وی به آمریکا برگشت و با خانواده‌اش در آلتونا زندگی کرد. پدرش همچنان با حرفه ایی که او برای زندگیش انتخاب کرده بود مخالف بود و تنها مخارج نیازهای اساسی وی را تأمین می‌کرد و مخارج هنری اش را پرداخت نمی‌کرد. وی دو اثر هنری خود را در گالری هنر نیویورک قرار داد و با وجود دریافت تحسین‌های بسیار موفق به فروش هیچ‌کدام از آن‌ها نشد.
او در محل اقامت تابستانیش به علت در دسترس نبودن آثار مناسب برای مطالعه نسیت به کار خود بی میل شد و زمانی که تصمیم گرفت درآمد و زندگی مستقلی داشته باشد به رها کردن هنر هم فکر کرد. همان‌طور که در سال ۱۸۶۱ در نامه ایی می‌نویسد: «من استودیو خود را ترک کردم، پرترهٔ پدرم را پاره کردم و شش هفته‌است که به هیچ‌یک از قلم‌هایم دست نزده‌ام و این کار را انجام نخواهم داد تا امیدی به بازگشت به اروپا در زندگیم ببینم. من بسیار هیجان زده‌ام که زمستان آینده غرب را ترک کنم ولی هنوز تصمیم نگرفته‌ام به کجا بروم.»
او به شیکاگو سفر کرد تا شانسش را در آنجا امتحان کند اما بعضی از کارهای اولیه‌اش را در یک حادثه آتش‌سوزی در سال ۱۸۷۱ از دست داد. مدتی بعد آثارش توجه آرک بیشاپ ازپیتسبورگ را جلب کرد، کسی که او را تشویق کرد تا با کپی کردن چند اثر از هنرمندی در پارمای ایتالیا و فروش آن‌ها بخشی از هزینه‌های سفر و اقامتش به اروپا را تأمین کند. او با هیجان نوشت «من برای گرفتن این کار بسیار هیجان‌زده‌ام، انگشتانم می‌لرزد و چشمانم پر از اشک هستند تا دوباره یک کار خوب ببیند.» در نهایت با کمک یکی از دوستانش امیلی سارتین هنرمندی از یک خانوادهٔ شناخته شدهٔ هنری یکبار دیگر عازم فرانسه شد.

## امپرسیونیسم

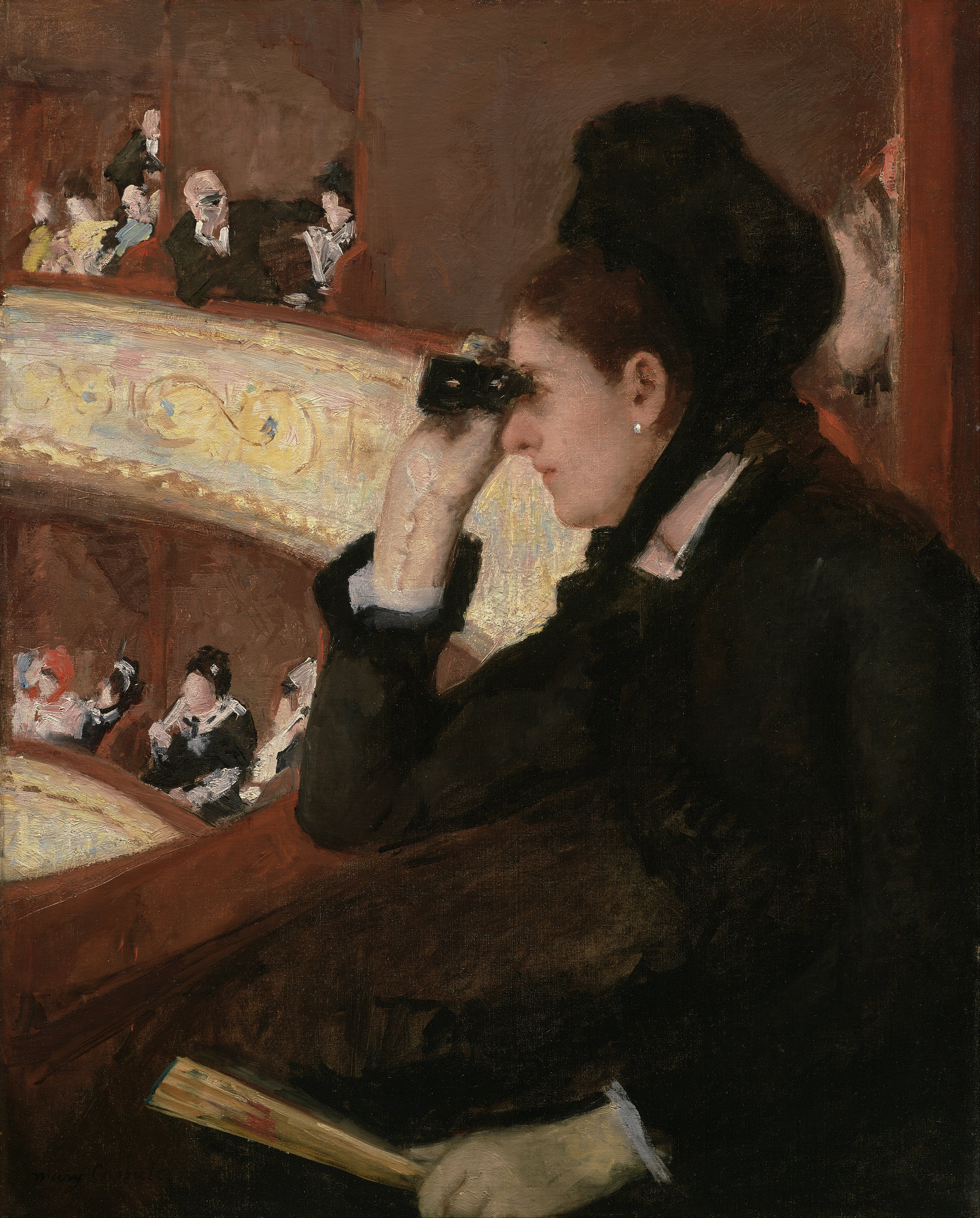
نگاه از لُژ، نام اثر نقاشی از مِری کَسات است که در سال ۱۸۷۸ میلادی کشیده‌شد. اثر خانمی سیاه‌پوش را در بخش لُژ اپرای پاریس در حال نگاه به فردی نشسته در بخش لُژ را نشان می‌دهد، در حالی که مردی در آنسوی لُژ نیز در حال نگاه به خود اوست. این اثر اکنون در موزه هنرهای زیبای بوستون نگه‌داری می‌شود.

با گذشت چند ماه از بازگشت ماری به اروپا در پاییز ۱۸۷۱ چشم‌اندازهای پیش روی او روشن‌تر گردید. نقاشی او تحت عنوان «دو زن گل‌ها را در طول کارناوال پرتاب می‌کنند» در سال ۱۸۷۲ در سالن پذیرفته و خریداری شد.
او بعدها توجه بیشتری به موضوعات جذاب پارما نشان داد و مورد حمایت گروه هنری آنجا قرار گرفت. در پارما همه جا در مورد او صحبت می‌کردند و همه مشتاق بودند که او را بشناسند. بعد از اتمام قراردادش با آرک بیشاپ در ۱۸۷۳کست به مادرید و سویل مسافرت کرد و در آنجا روی نقاشی‌هایی از موضوعات اسپانیایی مانند «رقصندهٔ اسپانیایی» کار کرد که این آثار هم‌اکنون در موزهٔ ملی هنرهای آمریکا نگهداری می‌شود. وی در ۱۸۷۴ تصمیم گرفت فرانسه را ترک کند و همراه با خواهرش لیدیا زندگی کند. کست به انتقادهای خود از سیاست‌های سالن و ایده‌های سنتی حاکم بر آن ادامه داد.
کست شاهد بود که اکثر کارهای انجام شده توسط هنرمندان زن با بی‌توجهی مواجه می‌شوند مگر اینکه دوست یا حمایتگری دولتی داشته باشند و او نمی‌خواست به این روابط تن دهد تا کارش مورد حمایت قرار گیرد. بدبینی‌های او به شرایط موجود هنگامی بیشتر شد که یکی از دو تابلویی را که در ۱۸۷۵ به هیت ژوری فرستاد رد شد.
جرو بحث‌های او با سارتین ادامه پیدا کرد سارتین فکر می‌کرد کست فردی خود محور و یک دنده‌است و در نهایت این دو از یک دیگر جدا شدند. با وجود پریشانی، اندوه و انتقاد از خود کست تصمیم گرفت نقاشی‌های با موضوعات مشخص (ژانری) را کنار گذاشته و روش‌های مدرن تری را در کار خود پیش بگیرد تا توجه جوامع خارجی از جملهٔ آمریکا را به خود جلب کند اما این تلاش او در اوایل کار بی‌نتیجه بود.

در ۱۸۷۷ تمام کارهای او از سوی سالن رد شد و این اولین بار طی هفت سال گذشته بود که او هیچ کاری در سالن نداشت. در این نقطهٔ تاریک در زندگی حرفه آیش توسط ادگار دگا از او دعوت شد تا کارهایش را در نمایشگاه امپرسیونیست‌ها نمایش دهد، گروهی که نمایشگاه‌های خود را در ۱۸۷۴ راه‌اندازی کردند و با واکنش‌های منفی بسیاری مواجه بودند. امپرسیونیستها که عنوان مستقل‌ها هم شناخته می‌شدند هیچ بیانیهٔ رسمی ایی نداشتند و گوناگونی و تنوع زیادی در موضوع و تکنیک داشتند. آن‌ها نقاشی در هوای آزاد و استفاده از رنگ‌های پرجنب و جوش را به صورت خالص و کمتر ترکیب شده ترجیح می‌دادند. این روش به چشم اجازه می‌داد که نتیجه را ترکیب کرده و در یک روش امپرسیونیست نقاشی را ببیند. امپرسیونیستها برای سال‌های متمادی خشم منتقدان را برانگیختند. هنری که دوست کست بود، معتقد بود که امپرسیونیست‌ها افرادی غیرعادی هستند که مبتلا به نوعی بیماری ناشناختهٔ چشمی هستند. این گروه یک عضو زن هم داشت برت موریثت کسی که بعدها دوست و همکار کست شد. کست هنگامی که در ۱۸۷۵ نقاشی‌های ادگار دگا را در فروشگاه یک دلال هنری مشاهده کرد او را تحسین کرد زیرا نقاشی‌های پاستیل دگا تأثیر عمیقی روی او گذاشت. او می‌گوید 
«وقتی برای اولین بار کارهای دگا را دیدم خودم را طوری به پنجره چسباندم که بینی ام صاف شد و تا جایی که می‌توانستم هنرش را جذب کردم. او زندگی مرا تغییر داد، من هنر را همانطوری‌که می‌خواستم ببینم، دیدم.»
او با شوق و اشتیاق فراوان دعوت دگا را پذیرفت و شروع به آماده کردن نقاشی‌ها برای نمایشگاه بعدی امپرسیونیست‌ها کرد که برای سال ۱۸۷۸ برنامه‌ریزی شده بود، اما در آوریل ۱۸۷۹ برگزار شد.
او با امپرسیونیستها احساس راحتی می‌کرد و با اشتیاق بسیار به روش آن‌ها ملحق شد و اعلام کرد «ما در حال جنگیدن با ناامیدی هستیم و احتیاج داریم که تمام قدرت خود را به کار گیریم.»
با وجود اینکه امپرسیونیست‌ها اجازهٔ ورود به کافه‌ها را نداشتند ملاقات‌های کست با آنان به‌طور خصوصی ادامه داشت. او حالا امید داشت تا با فروش آثارش به پاریسی‌های با تجربه و با فکر که آوانگارد را ترجیح می‌دادند موفقیت مالی کسب کند. سبک او خود انگیختگی و بی سابقگی جدیدی را در سال‌های پیش رو به همراه داشت.
مصاحبت با لیدیا برای کست ارزش زیادی داشت هیچ‌کدام از آن‌ها ازدواج نکرده بودند. ماری از ابتدا تصمیم گرفته بود که ازدواج نکند زیرا معتقد بود که ازدواج با شغلش ناسازگار است و مانع پیشرفت وی خواهد شد. لیدیا که موضوع بیشتر نقاشی‌های او بود مدتی بود که از بیماری رنج می‌برد و سرانجام مرگ او در سال ۱۸۷۸ باعث شد که کست برای مدتی کار خود را کنار بگذارد.
او برای نمایشگاه بعدی امپرسیونیستها سه عدد از مهم‌ترین کارهای قدیمی خود را که در سال ۱۸۷۸ نقاشی شده بودند فرستاد، این کارها عبارتند از خودنگاره‌اش، دختر کوچک در صندلی راحتی و پرترهٔ مادرش.
دگا تأثیر قابل توجهی روی کست داشت. او بسیار در استفاده از پاستل به او کمک کرد، طوری‌که کست بسیاری از آثار خود را با این تکنیک خلق کرد. دگا همچنین به او روش قلم زنی را آموخت، روشی که خود دگا در آن استاد شناخته شده ایی بود. هر دوی آن‌ها برای مدتی کارهای رو در رو انجام می‌دادند و با این روش قدرت قابل توجهی را در طراحی، با تعلیم خودشان بدست آوردند. دگا کست را در مجموعه ایی از قلم زنی‌ها به تصویر کشیده و سفرشان به لوور را هم ثبت کرده‌است. کست احساسات قوی نسبت به دگا داشت اما یادگرفت که توقع زیادی از طبیعت دمدمی مزاج و پیچده خوی دگا نداشته باشد. دگا با تجربه و شیک پوش و ۴۵ ساله مهمانی ویژه برای مهمانی شام کست محسوب می‌شد.
نمایشگاه ۱۸۷۹ امپرسیونیست‌ها با وجود غیبت پیر آگوست رنوآر، آلفرد سیسیلی، ادوار مانه و پل سزان هنرمندانی که تلاش می‌کردند تا دوباره اعتبار خود را در سالن به دست آورند، به لحاظ تاریخی موفق‌ترین نمایشگاهشان بود. با تلاش‌های گوستاو کالیبت کسی که نمایشگاه را سازماندهی و برنامه‌ریزی کرده بود گروه توانست بسیاری از آثارش را با مبلغ قابل توجهی به فزوش برساند، با این حال منتقدان سخت گیرانه تر از هر موقعی به انتقادهای خود ادامه می‌دادند.

موندس در این باره نوشت: 
«آقای دگا و کست تنها هنرمندانی هستند که خود را متمایز از دیگران می‌کنند و نوعی جذابیت پرزرق و برق را در رنگ آمیزی‌های بچگانشان، در تابلوها به نمایش می‌گذارند.»
کست یازده کار خود از جمله «لیدیا در لژ گردنبند مروارید برگردن انداخته‌است» را به نمایش گذاشت. علی‌رغم این که منتقدها معتقد بودند که رنگ‌های او بسیار درخشان و پرتره‌اش به اندازه ایی دقیق است که تا حدی متملقانه به نظر می‌رسند اما کارهایش به اندازه کارهای مونه (کسی که موقعیت او در بین امپرسیونیست‌ها فاجعه‌ترین بود) متلاطم و رام نشده نبودند. او منفعت حاصل از فروش آثار خود را با خریدن یک اثر از دگا و یک اثر از مونه با آن‌ها شریک شد.
او آثار خود را در نمایشگاه‌های بعدی امپرسیونیست‌ها در سال ۱۸۸۰ و ۱۸۸۱ به نمایش گذاشت و تا سال ۱۸۸۶ به عنوان یک عضو فعال امپرسیونیست باقی‌ماند. در سال ۱۸۸۶ دوازده اثر برای نمایشگاه امپرسیونیست‌ها در آمریکا که توسط دلال هنری رائول دورند ترتیب داده شده بود کشید. دوست او، لوسین الدر در ۱۸۸۳ با هری هومایر ازدواج کرد. این زوج با مشورت کست، شروع به جمع‌آوری آثار امپرسیونیست در مقیاس وسیع نمودند. بیشتر آثار این مجموعه عظیم هم‌اکنون در موزه متروپولیتن در نیویورک هستند. او همچنین تعداد زیادی پرتره از افراد خانواده را در این دوره کشید که پرترهٔ الکساندر کست و پسرش از بهترین آثار او هستند. سبک کست بعدها تکامل یافت و از امپرسیونیست به سادگی و برخورد مستقیم رسید. بعد از ۱۸۸۶ او دیگر خود را به هیچ جنبش هنری و تکنیک‌های تجربی متنوع متعلق نمی‌دانست.

## میانسالی و بزرگسالی
شهرت کست تا حد زیادی مدیون آثار با دقت و ظرافتی است که پیرامون موضوع مادر و کودک کشیده‌است. اولین اثر تاریخ دار پیرامون این موضوع یک حکاکی با قلم سوزنی با عنوان «مادر از گاردنر نگهداری می‌کند» است. بعضی از این تصاویر روابط خودش، دوستان یا مشترهایش را به تصویر می‌کشند، اما در سال‌های پایانی عمرش از مدل‌های حرفه ایی استفاده کرد و ترکیب بندی‌هایش معمولاً یادآور ترسیم‌های رنسانس ایتالیایی از مدونا و کودک هستند. از سال ۱۹۰۰ به بعد او به صورت متمرکز روی موضوع مادر و کودک کار کرد.
دهه ۱۸۹۰ پرمشغله‌ترین و خلاق‌ترین دوران کاری کست بود. او به میزان قابل ملاحظه ایی به بلوغ رسید و حالت دیپلماتیک بیشتری پیدا کرد و در عقایدش بی پردگی کمتری به خرج می‌داد. او همچنین نقش الگوی پیشرو را برای هنرمندان جوان آمریکایی کسانی که در جستجوی راهنمایی‌های وی بودند، ایفا می‌کرد. در بین این جوانان هنرمند لوسی بیکن هم بود، کسی که کست وی را به کامیل پیسارو معرفی کرد. در این زمان با وجود اینکه گروه امپرسیونیست منحل شد، کست هنوز ارتباطش را با بعضی از اعضای آن گروه از جمله کلود مونه، رنوار وکامیل پیسارو حفظ کرد.
در ۱۸۹۱ او مجموعه ایی از آثار حکاکی با قلم فلزی و چاپ و آکواتینت با کیفیت رنگی بالا را به وجود آورد که با الهام از آثار استادان ژاپنی که سال قبل از آن در پاریس به نمایش گذاشته شده بود به وجود آمدند. کست به سادگی و وضوح طراحی‌های ژاپنی و استفادهٔ ماهرانه آن‌ها از بلوک‌های رنگی علاقه‌مند شد. در ترجمهٔ شخصی، او غالباً رنگ‌های روشن و ظریف پاستل را به کار گرفت و از سیاه (رنگی که در بین امپرسیونیست‌ها ممنوع شده بود) استفاده نکرد. بریسکین دربارهٔ این کارها می‌گوید «رنگهای این چاپ‌ها به عنوان اصیل‌ترین سهم او هستند، که بخش تازه ایی را به تاریخ هنر گرافیک اضافه می‌کند.» همچنین در ۱۸۹۱ خانم بازرگان شیکاگویی برتا پالمر از کست خواست که یک نقاشی دیواری با ابعاد ۵۴ × ۱۲ دربارهٔ «زن مدرن» برای ساختمان زنان برای نمایشگاه «جهان کلمبیایی» که قرار بود در سال ۱۸۹۱ برگزار شود ترسیم کند.
کست پروژه را طی دو سال بعدی کامل کرد در حالی که در فرانسه با مادرش زندگی می‌کرد. نقاشی دیواری به صورت یک عکس سه قابه که پهلوی هم قرار می‌گرفت طراحی شده بود. قسمت مرکزی آن زنان جوان، میوه‌های علم و دانش رامی چیند نام داشت پنل سمت چپ تحت عنوان دختر جوان در جستجوی شهرت است و قسمت راست آن میوه‌های هنر و موسیقی و رقص نام داشت.
در این نقاشی دیواری، زنان جدا از دنیای مردان، به صورت شخصیت‌هایی که به حقوق خود دست یافته‌اند ترسیم شده‌اند.
پالمر فکر می‌کرد که کست سرمایهٔ هنری آمریکایی است و هیچ‌کس بهتر از او نمی‌توانست برای نقاشی کردن این چنین نقاشی دیواری بزرگی برای نمایشگاهی که قراربود برای جلب توجه جهان به وضع زنان کارهای زیادی بکند، انتخاب شود.
متأسفانه نقاشی دیواری زمانی که ساختمان بعد از نمایشگاه فرو ریخته شد گم شد. کست مطالعات و نقاشی‌های متعددی را با موضوع مشابه با نقاشی دیواری در آن برهه از زمان انجام داد. او همچنین این آثار را در نمایشگاهی به نمایش گذاشت.
همان‌طور که قرن جدید آغاز می‌شد وی نقش مشاور را برای برخی از مجموعه داران هنری بازی کرد که بعدها بسیاری از این آثار به موزهٔ هنر آمریکا اهدا شدند. برای بزرگداشت وی در هنر، فرانسه در سال ۱۹۰۴ جایزهٔ لژیون دونور را به وی اهدا کرد. با وجود نقش بسیار مهم و حیاتی او برای مشاورهٔ مجموعه داران آمریکایی شناخت هنر او در آمریکا بسیار آهسته‌تر اتفاق افتاد.
حتی در میان اعضای خانواده‌اش، تحت‌الشعاع برادر مشهورش کمتر مورد توجه قرار گرفت.
برادر کست الکساندر کست (رئیس اداره راه‌آهن پنسیلوانیا) در سال ۱۹۰۶ درگذشت و این حادثه به شدت بر وی اثر منفی گذاشت شد چون آن‌ها بسیار صمیمی بودند اما وی همچنان تا ۱۹۱۰ با پویایی به راه خود ادامه داد.
یک حالت فزاینده احساسی در کارهای دههٔ ۹۰ وی دیده می‌شود. کارهای او بین مردم و منتقدان محبوبیت داشت اما دیگر بیش از این دنبال نوآوری در کارهایش نبود و امپرسیونیست‌ها که برای او انگیزه ایجاد می‌کردند یکی پس از دیگری خاموش می‌شدند. او دیدگاه خصمانه ایی نسبت به پیشرفت‌های جدید در هنر مانند نئوامپرسیونیستم، فوبیسم و کوبیسم پیدا کرد.
سفر کست در سال ۱۹۱۰ به مصر وی را با زیبایی‌های هنر باستانی تحت تأثیر قرار داد، اما او همچنان با بحران خلاقیت روبه رو بود. این سفر نه تنها او را هیجان زده کرد بلکه خود او نیز اعلام کرد: «با قدرت این هنر شکسته شدم». او گفت: «من علیه او جنگیدم اما او پیروز شد این مسلماً بهترین هنری است که از دوران گذشته به جای مانده‌است.»
در ۱۹۱۱ برای کست تشخیص دیابت، روماتیسم و آب مروارید داده شد اما او از سرعت خود نکاست. سرانجام در ۱۹۱۴ مجبور شد که نقاشی را کنار بگذارد زیرا که تقریباً قدرت بینایی خود را از دست داده بود با این حال در حمایت از زنانی که به دنبال کسب حق رأی بودند، قبول مسئولیت کرد و در سال ۱۹۱۵ هجده عدد از آثارش را در نمایشگاهی در حمایت از این جنبش به نمایش گذاشت.
او در۱۴ ژوئن سال ۱۹۲۶ در در نزدیکی پاریس درگذشت و در گورستان فامیلی خود در فرانسه به خاک سپرده شد.

## میراث
- کست منبع الهام بسیاری از زنان کانادایی که عضو گروه بیور هال بودند، بود
- اس اس ماری کست یک کشتی یادبود جنگ جهانی دوم بود که در ۱۶ ماه می۱۹۴۳ برای بزرگداشت کست به آب انداخته شد.
- در سال ۱۹۶۶ یکی از نقاشی‌های کست تحت عنوان «مهمانی در قایق» بر روی یک تمبر پستی در آمریکا چاپ شد؛ و بعدها توسط سیستم پستی آمریکا با مجموعهٔ بزرگ تمبر پستی آمریکایی مورد احترام واقع شد.
- در ۲۲ ماه می۲۰۰۹ در روز تولدش با یک لوگوی گوگل مورد تقدیر و بزرگداشت واقع شد.
- نقاشی‌های کست بعدها با قیمت بیش از ۲٫۹ میلیون دلار فروخته شدند.
- در ۲۲ مه سال ۲۰۰۹ موتور جستجوی گوگل به مناسبت تولد وی، لوگوی خود را به دو نقاشی از وی تغییر داد.[۱]

## نگارخانه

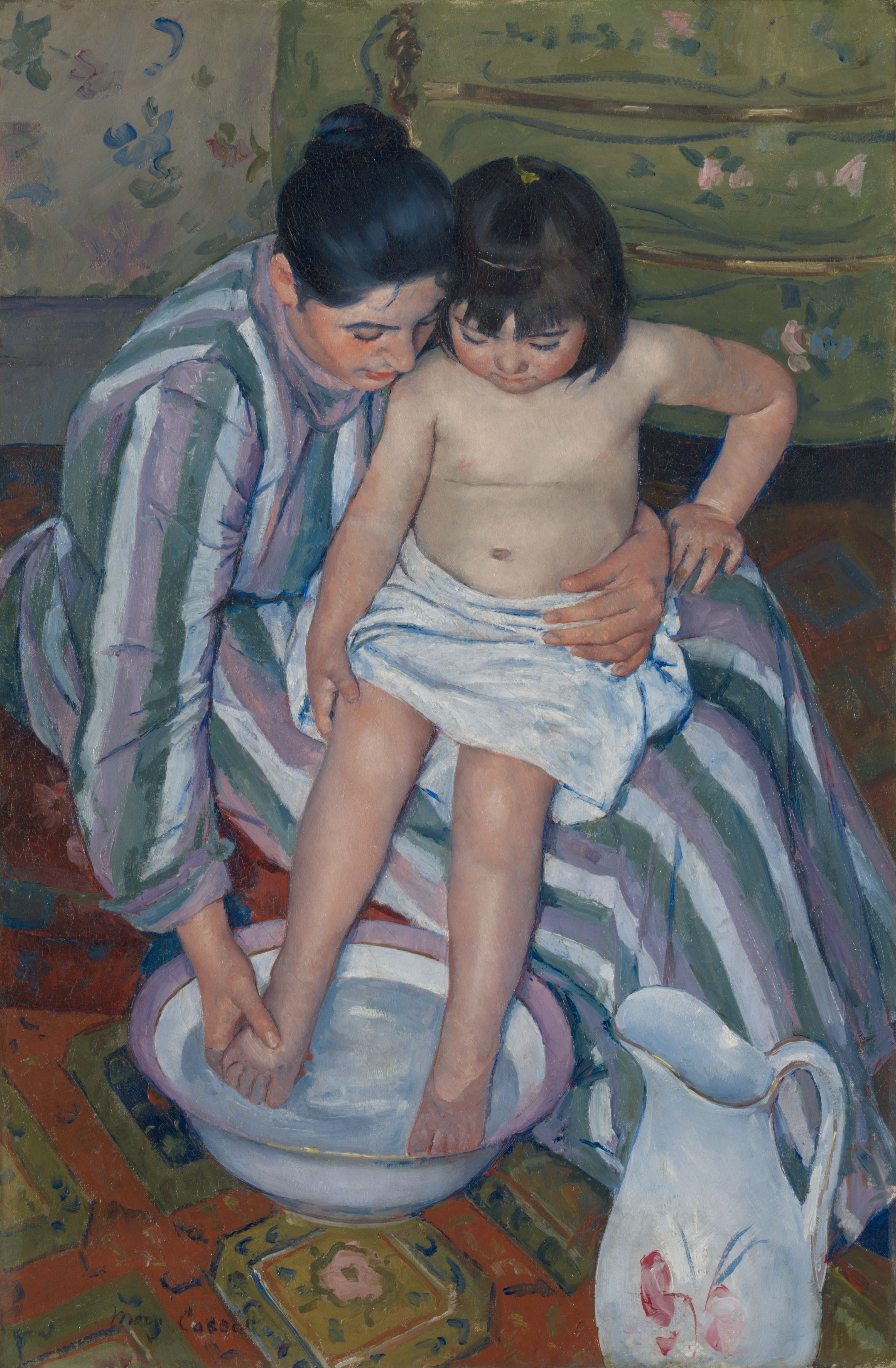
شستشوی بچه ۱۸۹۳ م. مؤسسه هنر شیکاگو
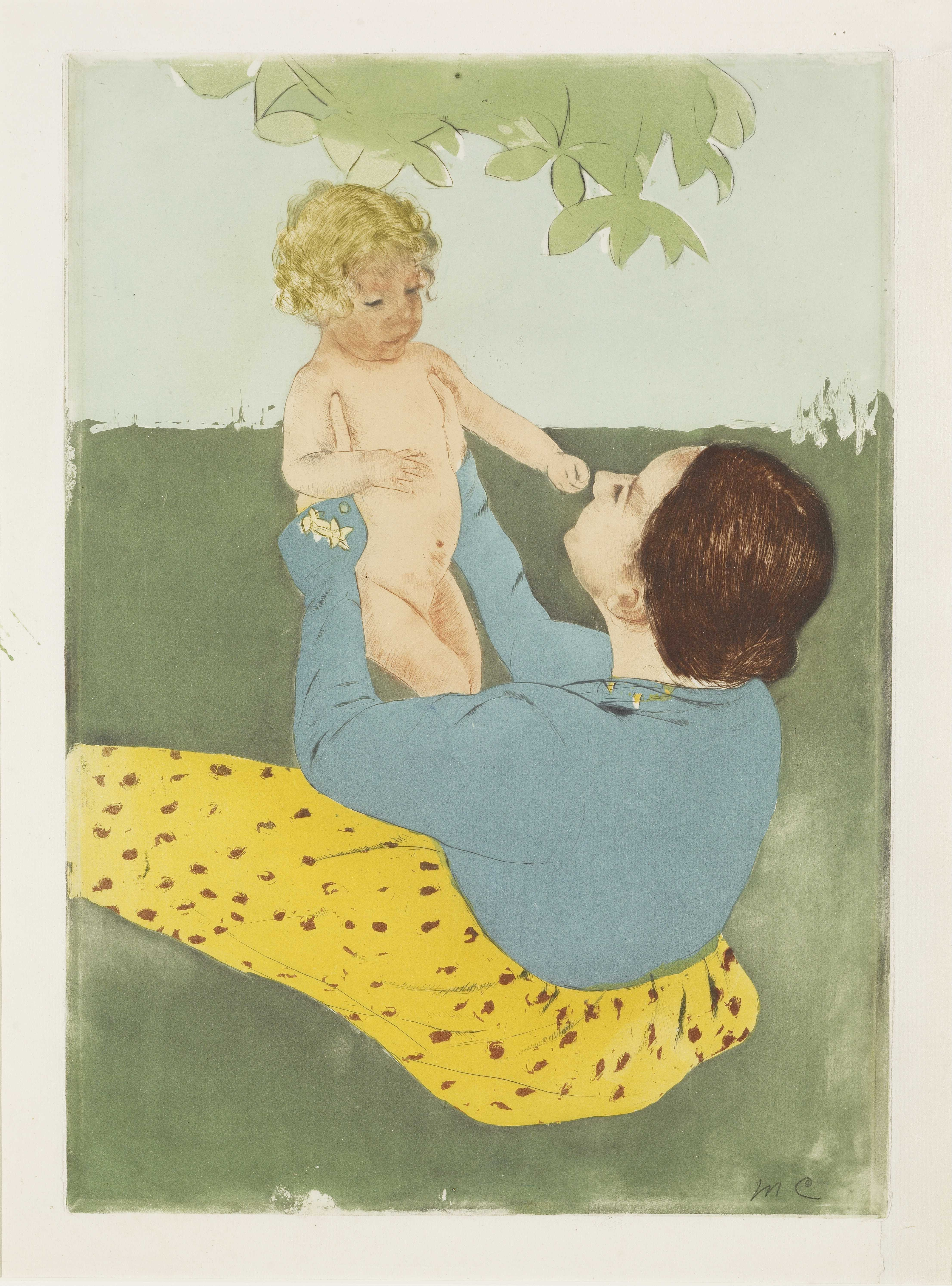
زیر درخت گردو ۱۸۹۶ الی ۱۸۹۷ م. موزه هنرهای زیبای هیوستون
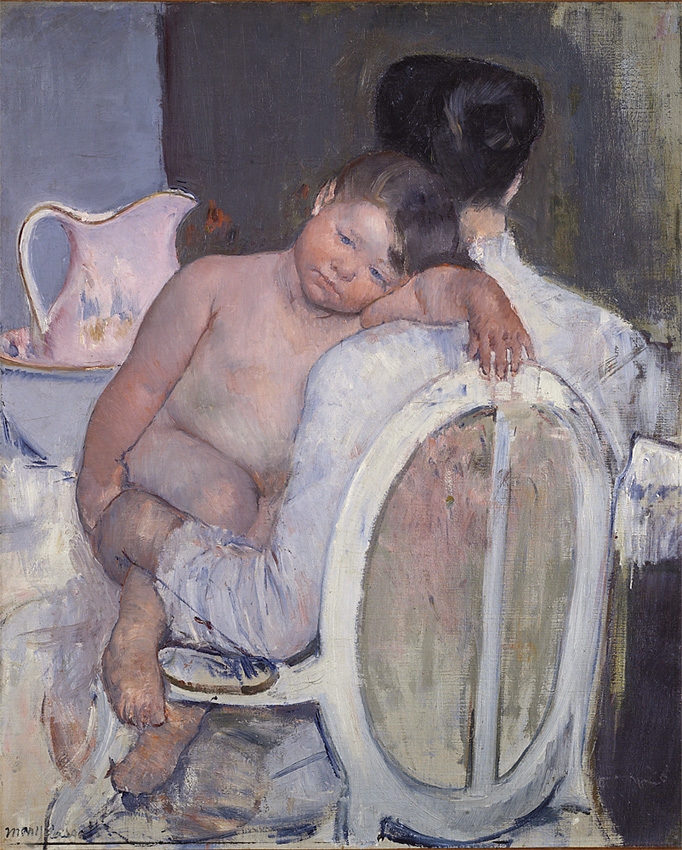
زنی نشسته با کودکی در آغوش ۱۸۹۰ م. موزه هنرهای زیبای بیلبائو
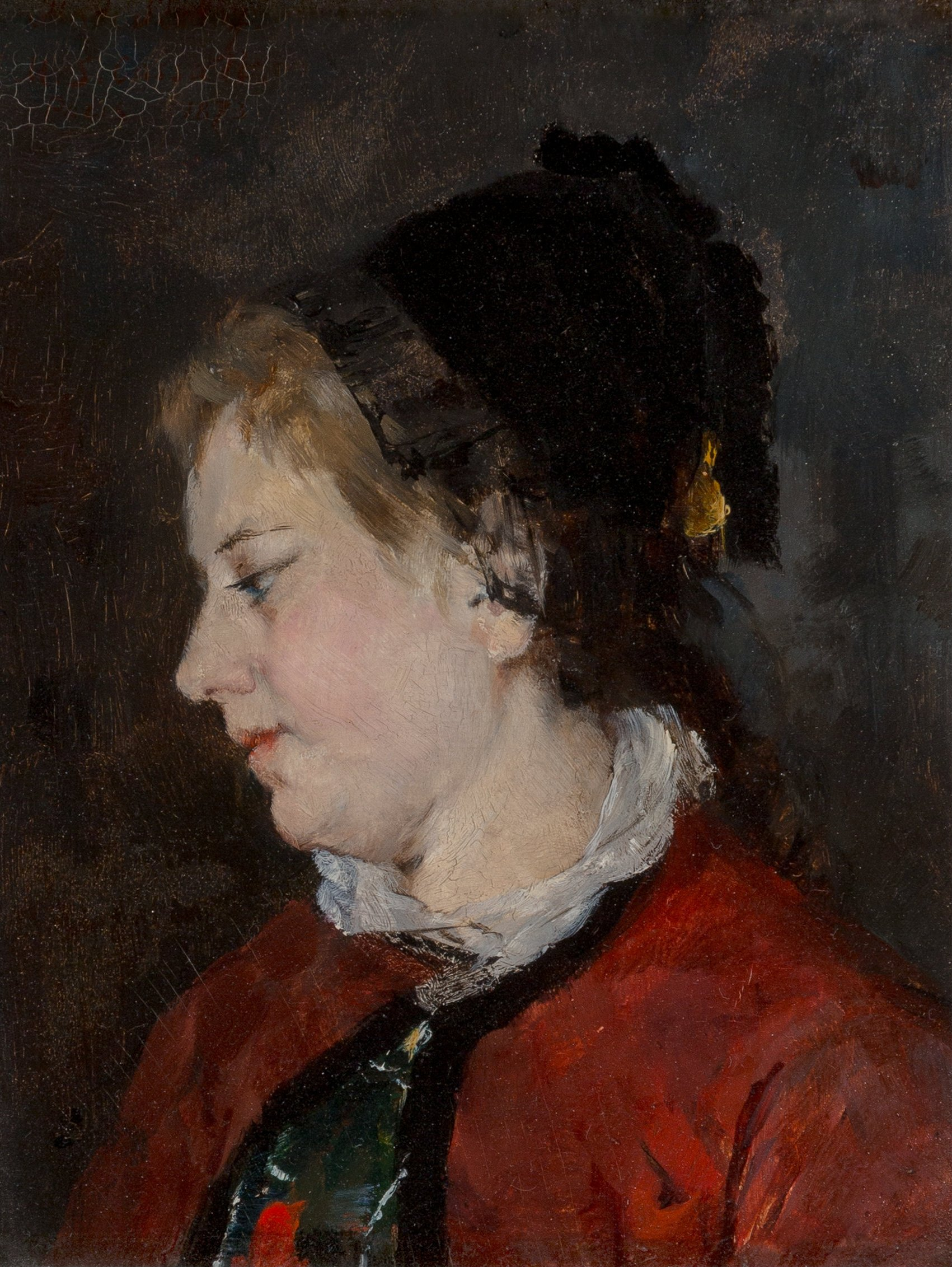
پرتره مادام سیلسی (۱۸۷۳)
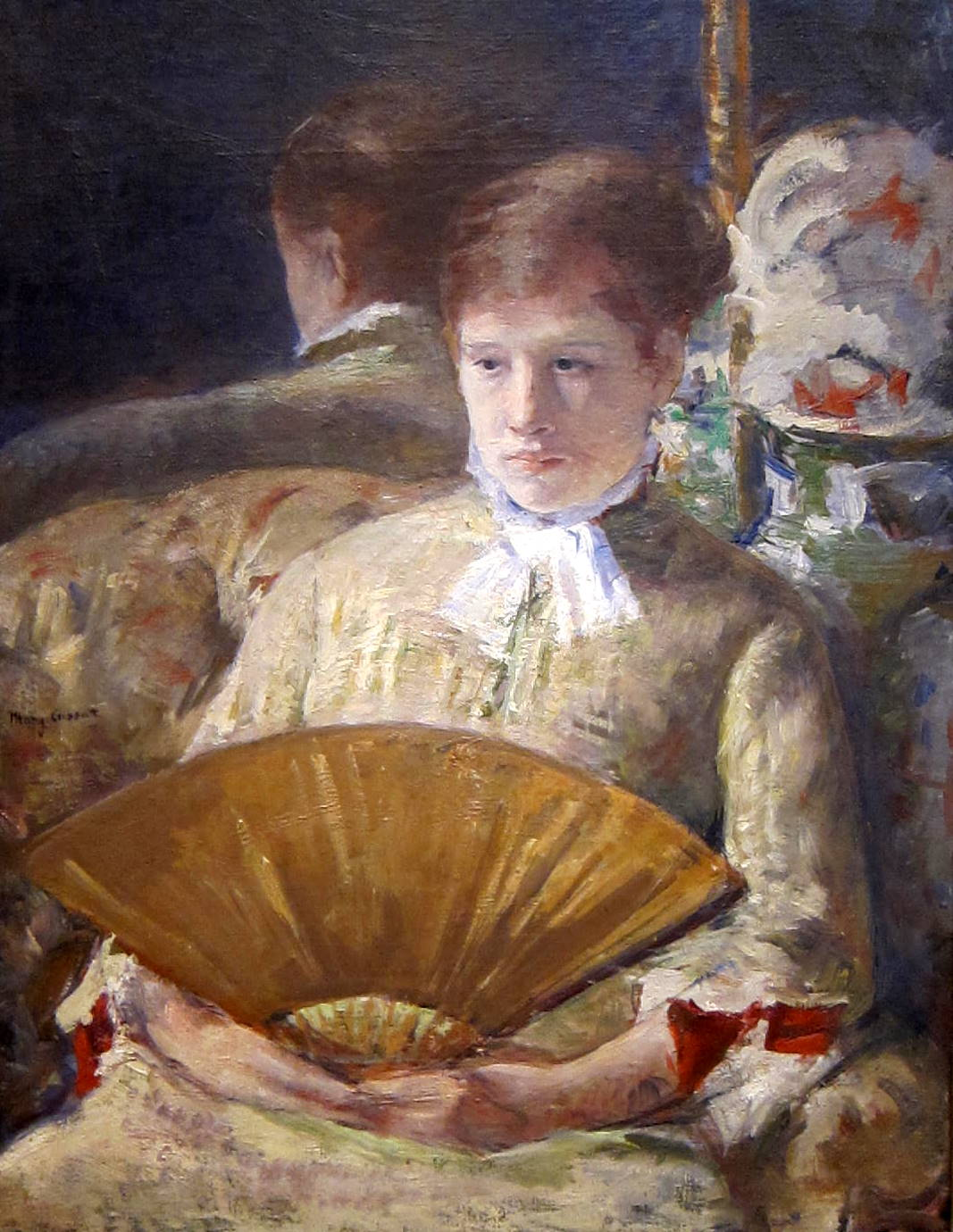
خانم مری السون (۱۸۸۰)
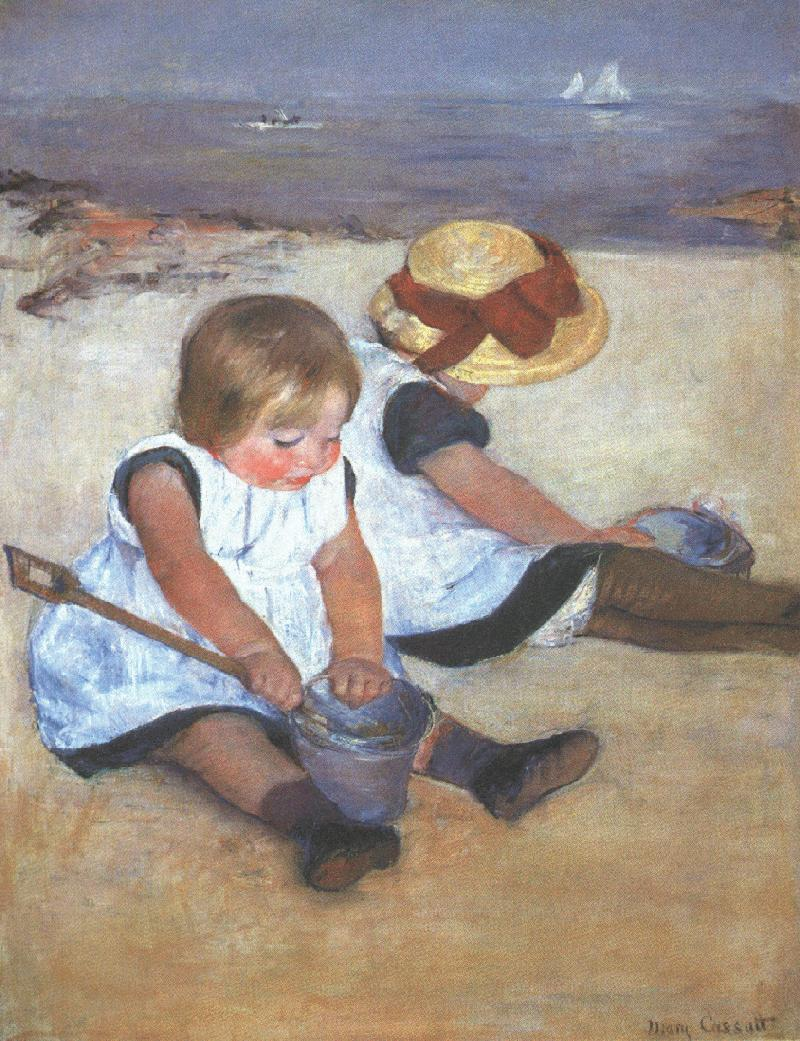
بچه‌ها در ساحل(۱۸۸۴)
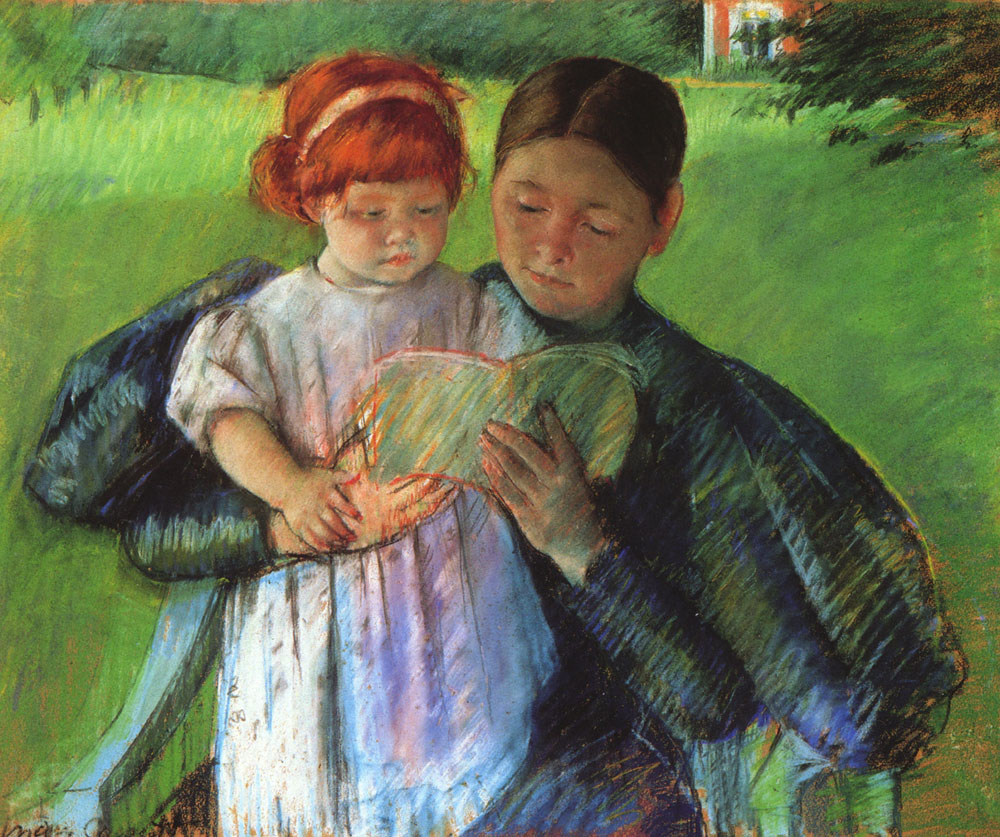
پرستار برای کودک کتاب می‌خواند(۱۸۹۵)
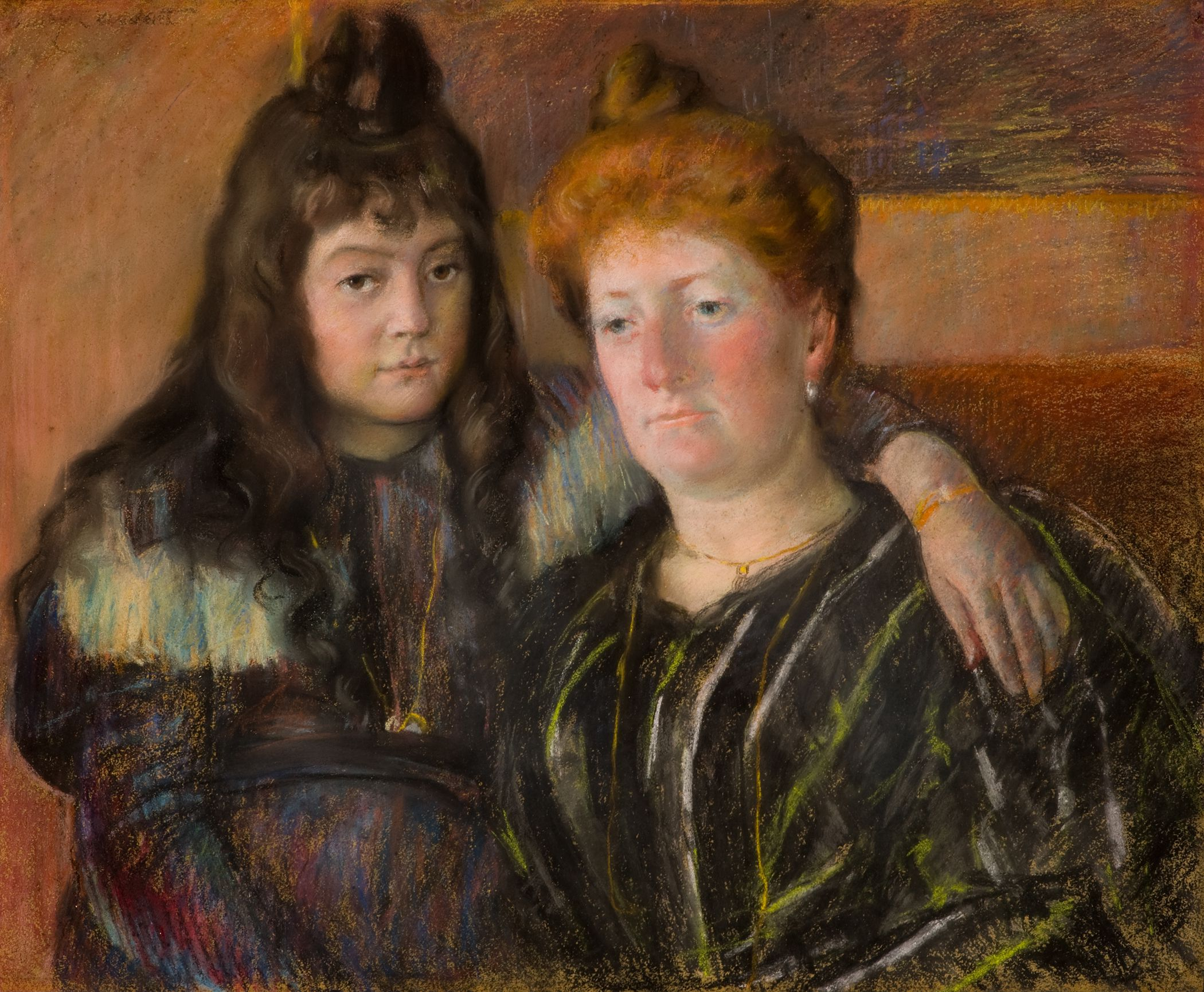
مادام پرسون و دخترش(۱۸۹۹)
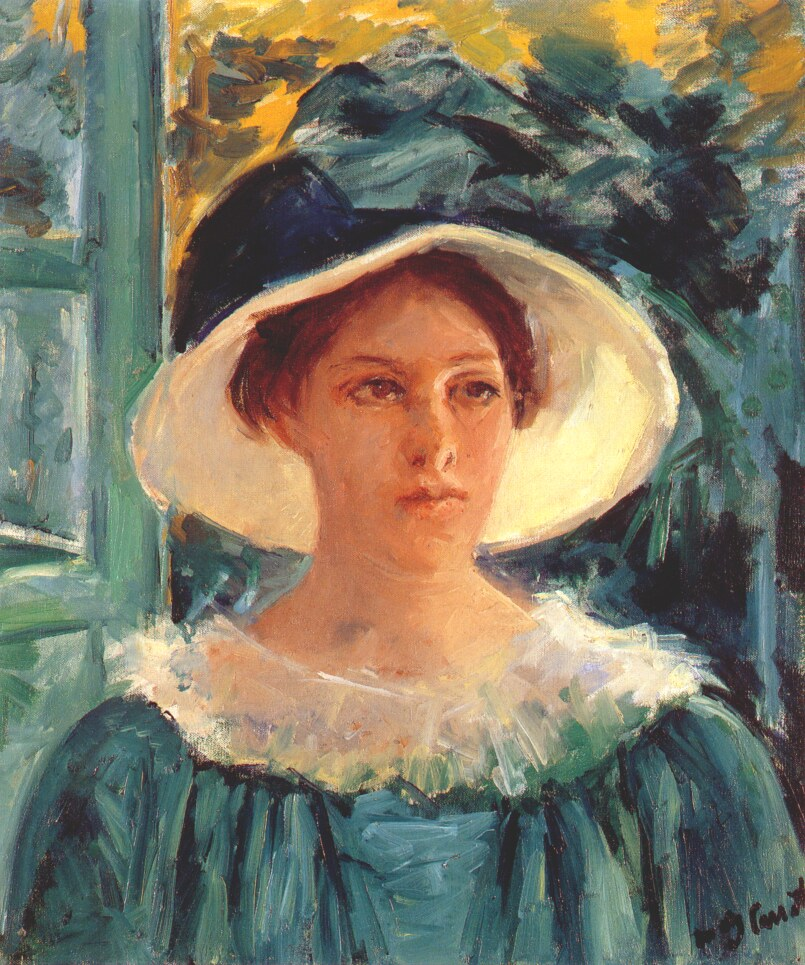
زن جوان با لباس سبز رنگش بیرون ایستاده‌است (۱۹۱۴)